# Metagraphinotus catharinensis
Metagraphinotus catharinensis is een hooiwagen uit de familie Gonyleptidae.